# Ercheia signivitta
Ercheia signivitta là một loài bướm đêm trong họ Noctuidae.